# 2019年8月7日カーブル爆弾テロ事件
2019年8月7日カーブル爆弾テロ事件（2019ねん8がつ7にちカーブルばくだんテロじけん）とは、2019年8月7日にアフガニスタンの首都カーブルの警察署の外にある保安検査場で発生した自動車爆弾による自爆テロ事件である。爆発は早朝、カブール西部のシーア派が多い地域で発生した。爆発により、民間人を中心に少なくとも14人が死亡、145人が負傷した。ターリバーンは、この事件の犯行声明を出し、彼らの自爆テロリストの1人が「募集センター」を攻撃したことに言及した。この攻撃はターリバーンと米国との間で交渉が進められている時期に発生した。

## 背景
9月11日同時多発テロ後、米国はターリバーンにテロリスト集団アルカーイダの指導者ウサーマ・ビン・ラーディンの引き渡しを要求したが、ターリバーンが拒否し、米国と他の国々はアフガニスタンに侵攻した。2019年時点でターリバーンは59の地区を支配していた。
米国は戦争を終わらせるために長年にわたりタリバンと交渉しており、2020年の米国大統領選挙前の米軍撤退を含む解決策が2019年7月と8月に提案されたとみられる。このように和平交渉が継続しているにもかかわらず、ターリバーンは、2019年前半に行われたさまざまな攻撃で2019年アフガニスタン大統領選挙の参加者を攻撃した。このグループは、8月6日に行われる選挙は正当性がないため「価値がない」とし、選挙を妨害すると脅していた。
警察署が標的にされたのはこれが初めてではなく、2019年4月にアフガニスタン西部でタリバンによる大規模な攻撃が行われ、兵士や警察官30人が死亡した。同様の事件が2019年7月27日にも発生し、ガズニー州の警察本部近くで自爆テロが起き、3人の警官が死亡、12人が負傷した。国連アフガニスタン支援ミッションは、2019年7月は、民間人の犠牲者の増加により、2017年5月以来アフガニスタンで最も死者が多い月となったと表明した。
標的となった軍事訓練学校は治安部隊の採用センターとしても機能していた。

## 攻撃
2019年8月7日午前9時0分（AFT）頃、第6地区警察本部のゲートを狙った車両が爆発した、車両は建物の外にある保安検査場に停められていた。警察本部はシーア派地域であるGolaee Dawa Khanaに位置していた。警察本部と軍事訓練学校が主な標的となり、爆発により空に濃い煙が立ち込め、大きなクレーターが形成された。警察署と近くの軍事訓練学校、そして半径1マイル以内のすべての窓が破壊された。
爆発により、警察官4人を含む14人が死亡、女性や子供を中心に145人が負傷し、負傷者のうち92人は民間人だった。犯人のうち2人が死亡し、1人は逮捕された。使用された爆弾は自動車爆弾とされているが、ターリバーンは大型のトラック爆弾が使用されたと主張している。攻撃はイスラム教の休日イード・アル＝アドハーの数日前に発生した。